# РТС Приштина
РТС Приштина је био једини програм Телевизије Приштина која је била у саставу РТС-а и представљао је јавни медијски сервис АП Косова и Метохије. Програм је емитован на српском, албанском, турском и ромском језику.

## Историја
Телевизија Приштина је почела са емитовањем програма 26. новембра 1975. године на простору САП Косово и Метохија, истога дана када је свој програм почела да емитује и Телевизија Нови Сад на простору САП Војводина, у складу са Уставом СФРЈ донетим 1974. године. Том приликом је редакција на албанском језику, Телевизије Београд, основана 1966. године, ушла у састав новоформиране Радио-телевизије Приштина.
Године 1992, заједно са Телевизијом Београд и Телевизијом Нови Сад, ушла је у састав Радио-телевизије Србије. Емитовање програма је насилно обустављено након НАТО бомбардовања СРЈ, 12. јуна 1999. године доласком снага КФОР-а и повлачењем Војске Југославије и Полиције Републике Србије са територије Косова и Метохије. РТС Приштина је привремено измештена у Прокупље, али није наставила да емитује програм. У статуту РТС-а РТВ Приштина, коју сачињавају Телевизија Приштина и Радио Приштина, и даље постоји као пословна јединица.
У септембру 1999. године на територији Косова и Метохије, а на иницијативу УНМИК-а покренут је нови јавни сервис под називом Радио-телевизија Косова.